# باولو جينوفيز
باولو جينوفيز (بالإيطالية: Paolo Genovese) (و. 1966  م) هو مخرج أفلام، وكاتب سيناريو إيطالي، ولد في روما.

## وصلات خارجية
- باولو جينوفيز على موقع IMDb (الإنجليزية)
- باولو جينوفيز على موقع روتن توميتوز (الإنجليزية)
- باولو جينوفيز على موقع ألو سيني (الفرنسية)
- باولو جينوفيز على موقع أول موفي (الإنجليزية)
- باولو جينوفيز على موقع قاعدة بيانات الفيلم (الإنجليزية)
- باولو جينوفيز على موقع كينوبويسك (الروسية)